# Crime Slunk Scene
Albums de Buckethead
The Elephant Man's Alarm Clock
(2006) In Search of The
(2007)
L'album Crime Slunk Scene de Buckethead est sorti en 2006. Il contient les morceaux suivants :
- King James; durée : 3:57
- Gory Head Stump 2006 the Pageant of the Slunks; durée : 5:31
- The Fairy and the Devil; durée : 2:58
- Buddy Berckman's ballad; durée : 3:40
- Mad Monster Party; durée : 3:24
- Soothsayer (dedicated to Aunt Suzie); durée : 9:05
- Col. Austin vs Col. Sanders A.K.A. Red Track Suit; durée 3:23
- We Can Rebuild Him; durée : 3:37
- Electronic Slight of Hand; durée : 2:57
- Mecha Gigan; durée : 2:39
- Slunk Parade A.K.A. Freaks In The Back; durée : 3:15